# Strzeszewo (powiat żuromiński)
Strzeszewo – wieś w Polsce położona w województwie mazowieckim, nad rzeką Wkrą w powiecie żuromińskim, w gminie Bieżuń. Ma status sołectwa.
| SIMC    | Nazwa | Rodzaj    |
| ------- | ----- | --------- |
| 0112302 | Łążyn | część wsi |

Prywatna wieś szlachecka Trzeszewo położona była w drugiej połowie XVI wieku w powiecie sierpeckim województwa płockiego. 
Strzeszewo należało do powiatu sierpeckiego w guberni płockiej, potem wchodził w skład województwa płockiego.
W latach 1975–1998 miejscowość należała administracyjnie do województwa ciechanowskiego.
Miejscowość należy do rzymskokatolickiej parafii św. Stanisława Biskupa Męczennika w Bieżuniu.
Miejscowości sąsiednie: Swojęcin, Młudzyn, Bieżuń, Obręb, Karniszyn.
We wsi znajduje się:
- Jednostka OSP[10]
- Boisko trawiaste do piłki nożnej
- Niestrzeżone kąpielisko
- Sklep spożywczo-przemysłowy - dawniej szkoła

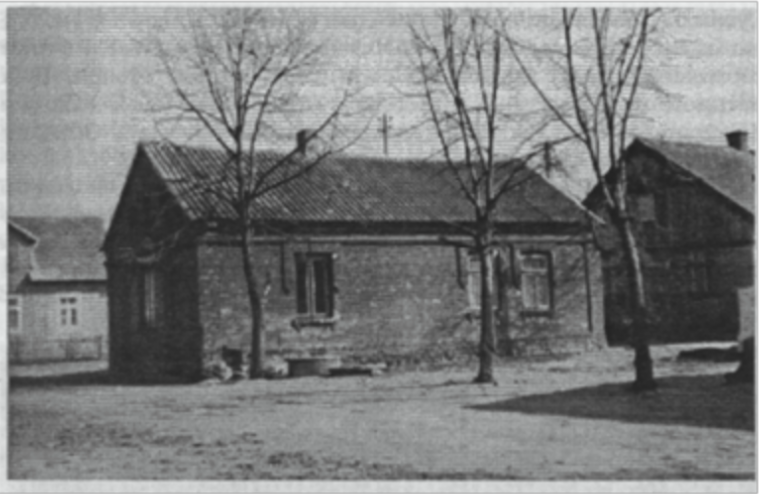
Szkoła w Strzeszewie (1990 r.) Dziś sklep spożywczo-przemysłowy.
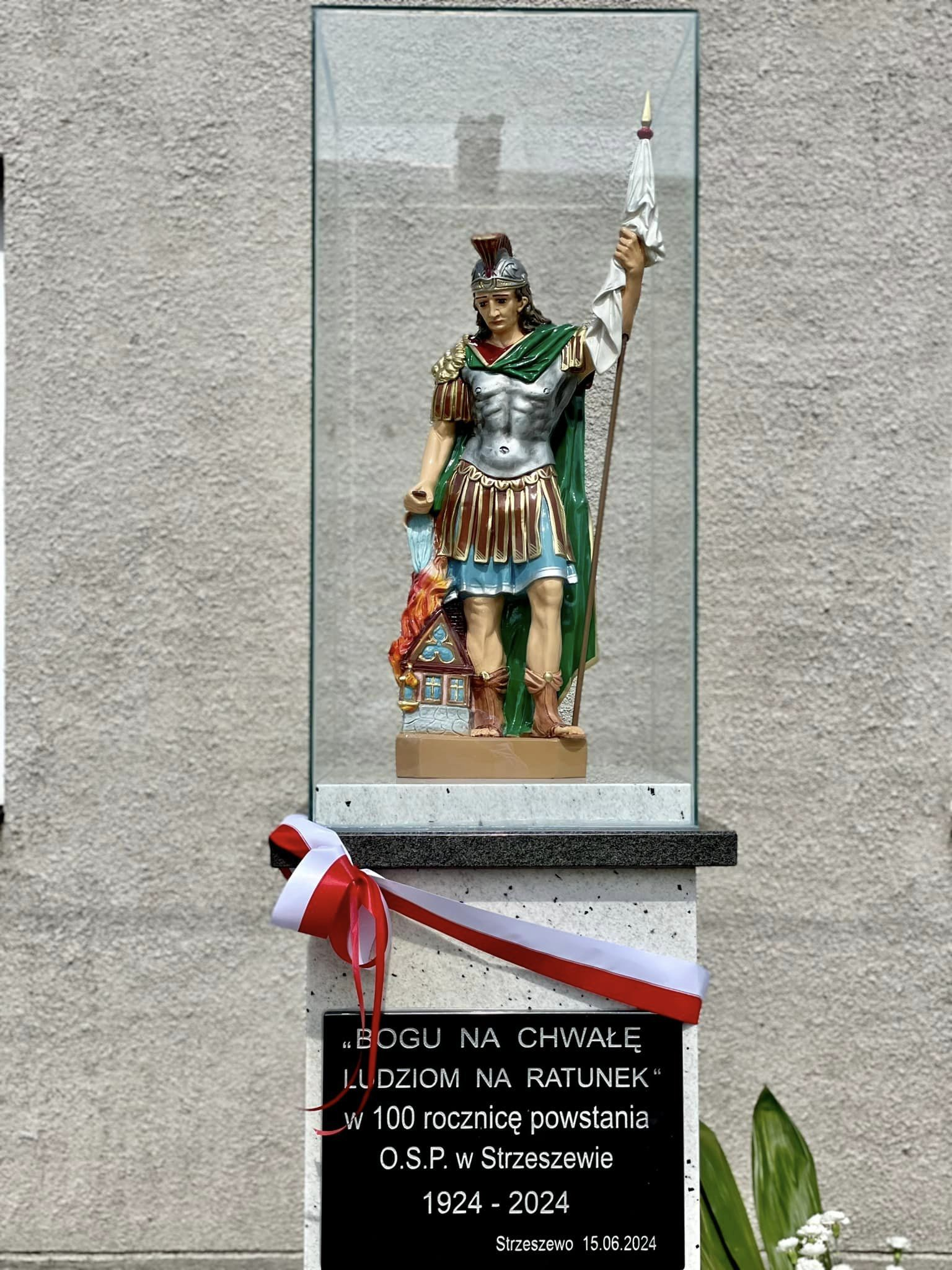
Św. Florian, figurka przy remizie strażackiej.